# Briarres-sur-Essonne
Briarres-sur-Essonne ist eine französische Gemeinde mit 526 Einwohnern (Stand: 1. Januar 2022) im Département Loiret in der Region Centre-Val de Loire. Sie gehört zum Kanton Le Malesherbois und zum Arrondissement Pithiviers. 
Nachbargemeinden sind Le Malesherbois im Nordwesten, Dimancheville im Norden, Orville im Nordosten, Puiseaux im Osten, Ondreville-sur-Essonne im Südosten und Aulnay-la-Rivière im Südwesten.

## Bevölkerungsentwicklung
| Jahr      | 1962 | 1968 | 1975 | 1982 | 1990 | 1999 | 2008 | 2019 |
| --------- | ---- | ---- | ---- | ---- | ---- | ---- | ---- | ---- |
| Einwohner | 305  | 267  | 278  | 294  | 491  | 532  | 576  | 546  |

## Sehenswürdigkeiten
- Kirche Saint-Étienne aus dem 14. Jahrhundert, Monument historique[1]
- Bahnhof an der Eisenbahnlinie von Villeneuve-Saint-Georges nach Montargis

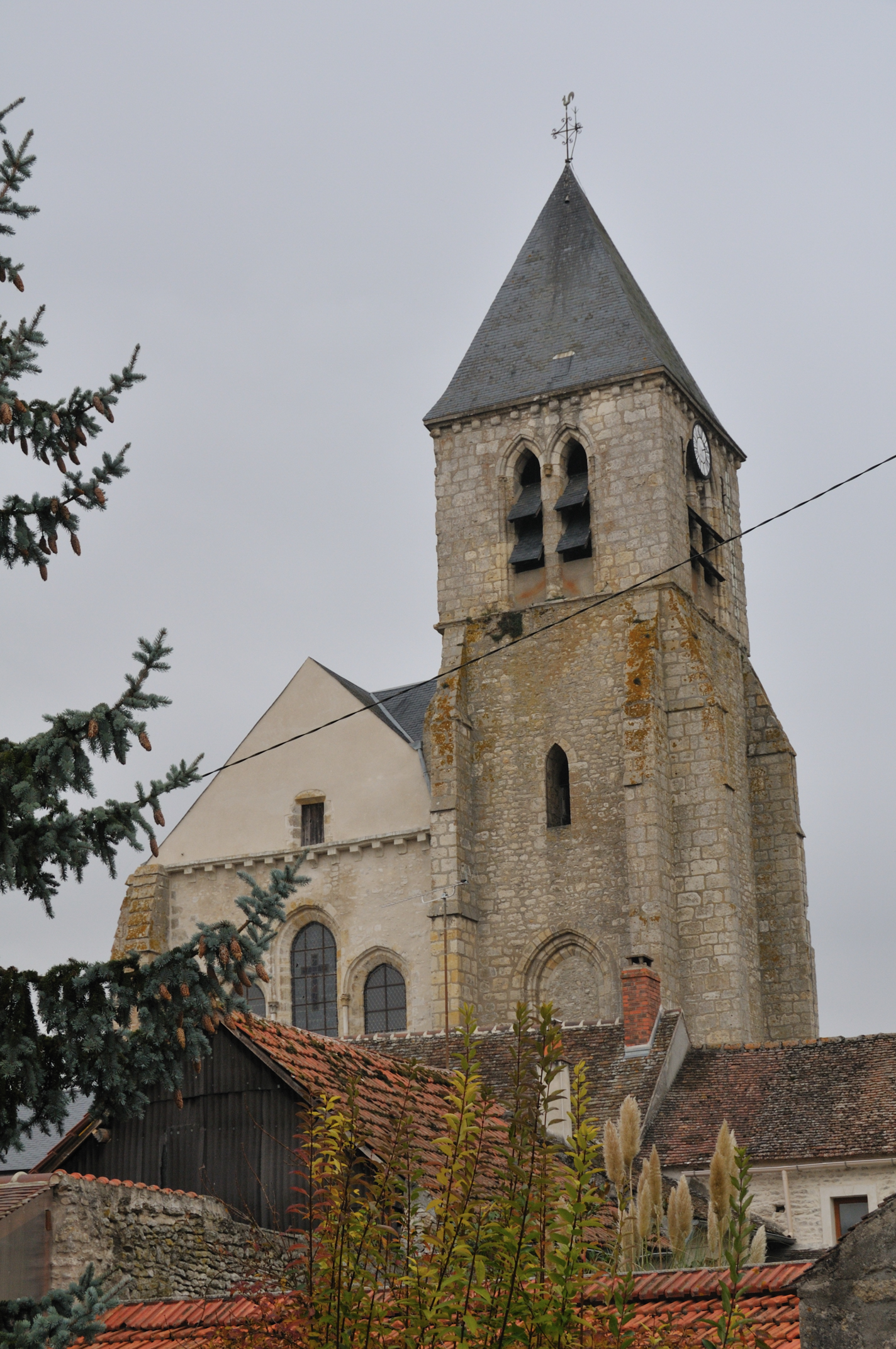
Kirche Saint-Étienne
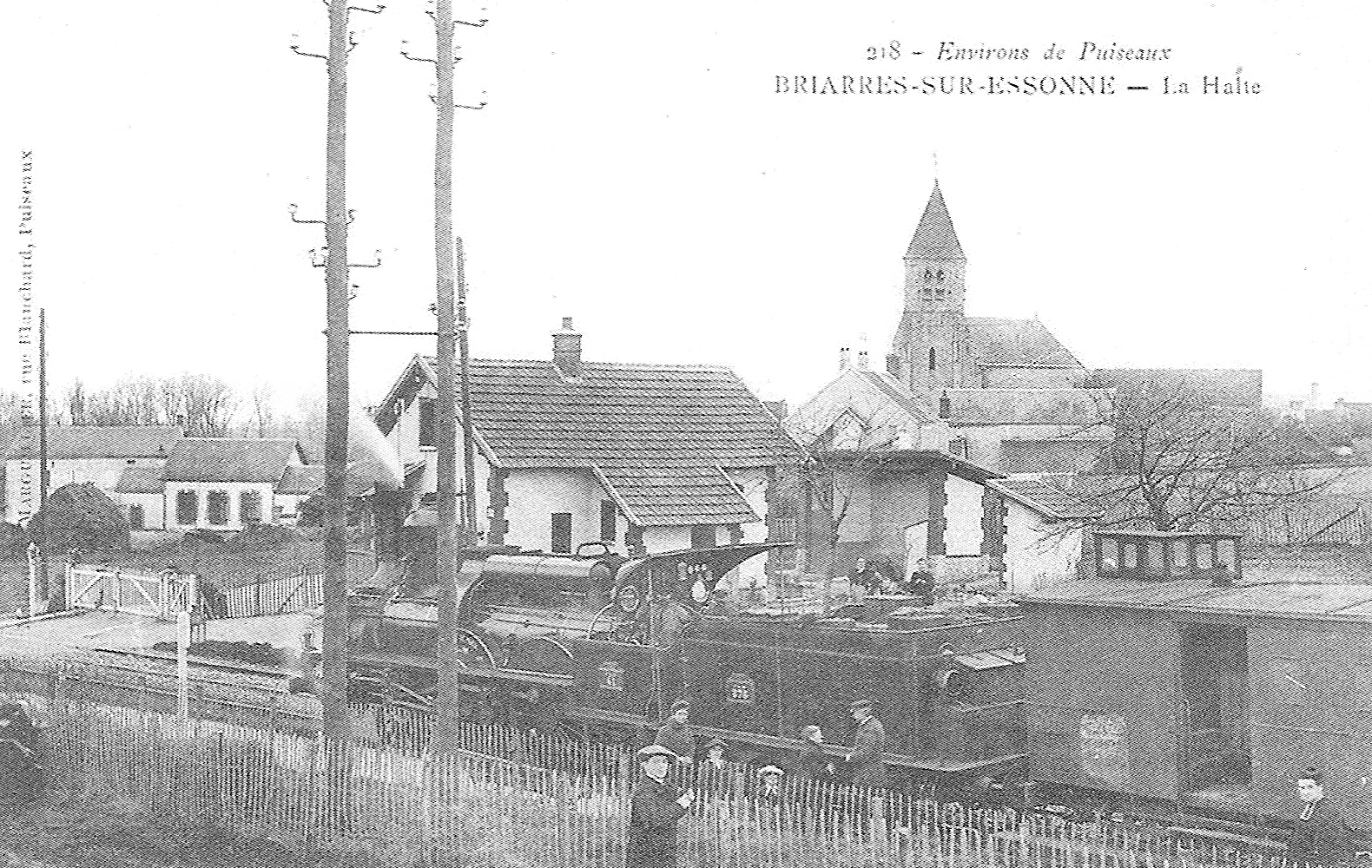
Bahnhof Briarres-sur-Essonne